# 李凤民
李凤民 (1962年10月—)，生态学家，兰州大学教授，主要从事旱地农业生态，作物栽培生态等方面的研究工作。入选中华人民共和国教育部第八批"长江学者"特聘教授。